# Giuseppe Bruscolotti
Giuseppe Bruscolotti (* 1. Juni 1951 in Sassano (SA), Italien) ist ein ehemaliger italienischer Fußballspieler (Verteidiger).
Bruscolotti spielte 1972 bis 1988 für den SSC Neapel. Mit diesem Verein wurde er einmal Meister (1987) und zweimal Pokalsieger (1976 und 1987). Mit 387 Einsätzen in der Serie A ist Bruscolotti Rekordspieler des SSC Neapel. Er hat als Verteidiger in dieser Zeit neun Tore geschossen.

## Erfolge
Mit seinen Vereinen
- Italienischer Pokalsieger: 1976, 1987
- Italienischer Meister: 1986/1987